# Scimmia marina di Steller
La scimmia marina di Steller è un presunto animale marino che sarebbe stato avvistato dal naturalista tedesco Georg Wilhelm Steller nel 1741, nei pressi dell'isola di Kodiak. Nei suoi manoscritti, Steller fornisce una descrizione accurata della scimmia marina, che tuttavia non è riconducibile ad alcuna creatura nota ai moderni zoologi; Steller pubblicò informazioni sull'aspetto e il comportamento di questo animale nel suo resoconto di viaggio della seconda spedizione in Kamčatka e ne menzionò brevemente l'impossibilità di una descrizione accurata per mancanza di esemplari catturati nella sua opera De Bestiis Marinis.

## Avvistamenti e descrizione

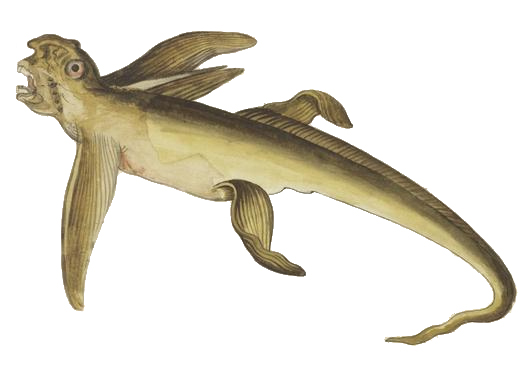
La Simia marina descritta da Gessner; il disegno venne realizzato da un medico tedesco corrispondente di Gessner, Johann Kentmann, su indicazioni di un anonimo danese

Nei suoi scritti, Steller afferma di aver avvistato questo animale al ritorno dalla seconda spedizione in Kamčatka, il 10 agosto 1741, navigando al largo dell'isola di Kodiak, e di averlo potuto osservare molto bene e da vicino per due ore. Il naturalista lo descrive come segue:
Steller afferma che la bestia rimase a guardare la nave incuriosita, emergendo ora da un lato, ora dall'altro della nave e giocando con delle alghe, allontanandosi solo dopo che i marinai ebbero tentato di colpirla due volte col fucile; Steller non tentò di collocarla tassonomicamente, e si limitò a chiamarla Simnia marina danica e a scrivere che gli ricordava la Simia marina, un animale illustrato nella Historiae animalium di Conrad Gessner (che tuttavia non risponde minimamente alla sua descrizione).
Un animale combaciante con la descrizione di Steller venne avvistato anche nel 1965 da Miles e Beryl Smeeton, due viaggiatori professionisti, mentre passavano vicino all'isola Atka, nelle Aleutine; secondo il loro resoconto la figlia della coppia, Clio, vide galleggiare in acqua una bestia "delle dimensioni di una pecora", coperta da pelo giallo-rossiccio e sale e pepe, con occhi ravvicinati e testa simile a quella di un cane; un amico che viaggiava con loro, Henry Combe, descrisse la faccia della bestia come simile a quella di un terrier tibetano, "con baffoni spioventi da cinese"; in questo caso, i testimoni esclusero che potesse trattarsi di una lontra marina.

## Ipotesi di identificazione
La scimmia marina di Steller gode di una buona fama tra i criptozoologi, e molti naturalisti si sono interrogati sulla sua esistenza e, nel caso, su che animale sia realmente; le ipotesi di identificazione con altri animali conosciuti come la lontra marina o il callorino dell'Alaska, magari affetti da rogna o focomelici, non sono plausibili. Del resto, Steller conosceva troppo bene i mammiferi marini del Pacifico settentrionale perché la scimmia marina possa essere stata uno di essi. Alcuni zoologi, come Lisa Signorile, ritengono veritiera la testimonianza di Steller, pur non potendo identificare la scimmia marina, considerando che anche la descrizione della ritina di Steller risulterebbe improbabile se non ci fossero pervenuti i suoi reperti ossei. Altri, come l'ecologo Andrew Thaler, sono di diverso avviso: considerando che Steller non cita mai la scimmia marina al di fuori del De Bestiis Marinis, nemmeno nei resoconti ufficiali, né l'incontro con tale bestia è citato nei registri nautici del viaggio, e dato il nome scelto da Steller per battezzarla, ossia simia marina danica (cioè "danese"), egli ipotizza che la descrizione non sia altro che una vendicativa caricatura del capitano della nave su cui Steller viaggiava, il danese Vitus Bering, con il quale il naturalista aveva un pessimo rapporto. Tuttavia questa ipotesi è smentita dai fatti, in quanto Steller stesso cita l'animale in due differenti testi, e l'attributo danese è chiaramente riferito alla scimmia di mare di Gessner, la quale illustrazione venne acquisita appunto da un navigatore di questa nazione.